# (4034) Vishnu
(4034) Vishnu est un astéroïde Apollon de 0,42 kilomètre de diamètre. Il effectue une révolution autour du Soleil en un peu plus d'une année. Il fut découvert par Eleanor Francis Helin à l'observatoire Palomar le 2 août 1986.
C'est un astéroïde de type O, signifiant qu'il est similaire à l'astéroïde (3628) Božněmcová, qui est l'astéroïde dont le spectre se rapproche le plus de celui des météorites à chondrite ordinaire L6 et LL6. Les chondrites L et LL ont des teneurs plus faibles en fer et en métaux, mais une teneur plus élevée en oxyde de fer dans les silicates,.
Son orbite très excentrique croise les orbites de Vénus, de la Terre et de Mars. Entre 1800 et 2200, l'astéroïde est passé ou passera à moins de 30 millions de km de Vénus 71 fois, de la Terre 29 fois et de Mars 7 fois. 